# Câmara dos Senadores do Paraguai
A Câmara dos Senadores do Paraguai (Cámara de Senadores) é a câmara alta do Congresso Nacional. Tem 45 membros, eleitos para um mandato de cinco anos por representação proporcional.